# Fondue

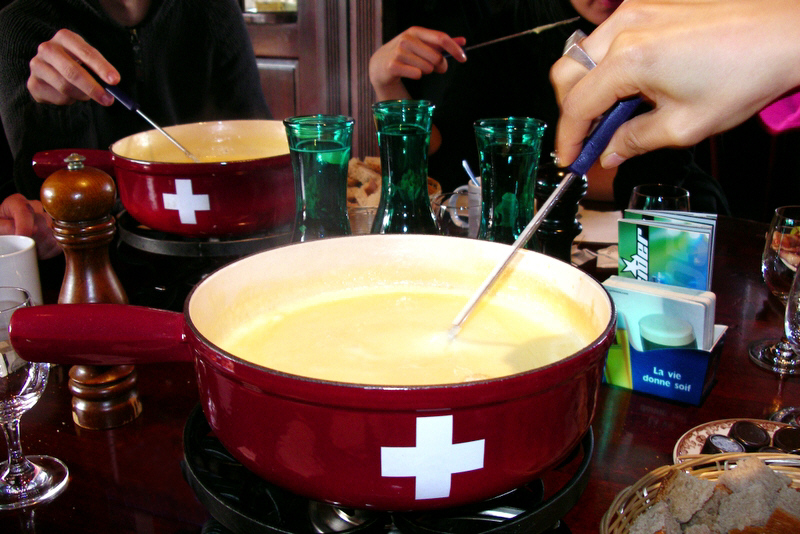
Fondue

La fondue o fondú és una especialitat culinària que consisteix en un formatge fos suís presentat en una olla sobre un fogó portàtil escalfat amb una espelma i que es menja submergint pa al formatge amb forquilles llargues. A la dècada del 1930 es va promocionar com a plat nacional suís a través de la Unió de Formatges Suïssos i es va popularitzar a Amèrica del Nord a la dècada del 1960.
La paraula fondue significa fosa, el participi femení de fondre, seria com dir paellada per a alguna cosa que es fa a la paella. Els suïssos sucaven el pa al formatge fos i barrejat amb altres coses, la fondú, per poder gaudir d'un menjar calent.
Des de la dècada del 1950, el terme «fondue» es va generalitzar a altres plats en què un aliment se submergeix en una olla de líquid que es manté calent en una olla de fondue. Per exemple hi ha la fondue de xocolata, en què se submergeixen trossos de fruita o pastisseria en una barreja de xocolata fosa, i la fondue bourguignonne, en la qual es couen trossos de carn en oli o brou calent.

## Etimologia
La paraula fondue prové de la llengua francesa, del verb fondre. Aparegué per primera vegada, escrita com a fonduë, l'any 1735 al llibre Cuisinier moderne del xef francès Vincent La Chapelle.

## Història
La recepta més antiga coneguda per a la forma moderna de fondue de formatge prové d'un llibre de 1699 publicat a Zuric, sota el nom "Käss mit Wein zu kochen" (Per cuinar formatge amb vi). Demana que el formatge ratllat o tallat es fongui amb vi i que s'hi mulli pa.
Tanmateix, el nom de "fondue de formatge", fins a finals del segle xix, es referia a un plat compost d'ous i formatge, com en la Fonduë de Fromage, aux Truffes Fraiches de la Chapelle de 1735; era entre ous remenats amb formatge i un suflé de formatge. Brillat-Savarin va escriure el 1834 que no és "res més que ous remenats amb formatge". Les variacions incloïen nata ("à la genevoise") i tòfones ("à la piémontaise") a més d'ous, així com el que ara s'anomena "raclette" ("fondue valaisanne").
La primera recepta coneguda per a la fondue de formatge moderna amb aquest nom, amb formatge i vi però sense ous, es va publicar el 1875 i ja es va presentar com un plat nacional suís. Malgrat les seves associacions modernes amb la vida rústica de muntanya, era un plat dels habitants de les terres baixes de l'oest de Suïssa francòfona: el formatge ric com el Gruyère era un article d'exportació valuós que els camperols no es podien permetre el luxe de menjar.
Amb la introducció del midó de blat de moro a Suïssa el 1905, va ser més fàcil fer una emulsió suau i estable del vi i el formatge, el que probablement va contribuir a l'èxit de la fondue.
La fondue va ser popularitzada com a plat nacional suís per la Unió Suïssa del Formatge (Schweizerische Käseunion) a la dècada de 1930 com una forma d'augmentar el consum de formatge. La Swiss Cheese Union també va crear receptes pseudoregionals com a part de la "defensa espiritual de Suïssa". Després d'acabar el racionament de la Segona Guerra Mundial, la Unió Suïssa del Formatge va continuar la seva campanya de màrqueting, enviant jocs de fondue als regiments militars i organitzant esdeveniments a tota Suïssa. La fondue és ara un símbol de la unitat de Suïssa. La fondue també s'associa sovint amb la muntanya i els esports d'hivern.
Mentrestant, la fondue es continuava promocionant de manera agressiva a Suïssa, amb eslògans com "La fondue crée la bonne humeur" (la fondue crea bon humor) i el 1981, en alemany suís, "Fondue isch guet und git e gueti Luune"' (La fondue és bona i crea un bon estat d'ànim).
La fondue es va promocionar als nord-americans al restaurant Alpine del Swiss Pavilion a l'Exposició Universal de Nova York de 1964.
La fondue va ser popular als Estats Units a les dècades de 1960 i 1970, juntament amb altres aliments fets en plats de fregament. Betty Crocker va dir el 1970 que "una festa de fondue pot ser un gran divertimento".
L'extensió del nom "fondue" a altres plats servits en una olla calenta comuna data de la Nova York de la dècada del 1950. Konrad Egli, un restaurador suís, va presentar la fondue bourguignonne al seu restaurant Chalet Suisse el 1956. A mitjans dels anys 60, va inventar la fondue de xocolata com a part d'una promoció de la xocolata Toblerone.

## Variants

### Fonduede formatge
És un menjar típic de Suïssa, originari dels massissos muntanyosos de Jura i nord dels Alps, en ambdós costats de la frontera francosuïssa que s'elabora normalment a base de formatges gruyère, appenzeller, vacherin i tête de moine que es fonen en un cassó, acompanyats de vi blanc i aromatitzats amb kirsch. Un cop ha adquirit una consistència cremosa, es disposa damunt de la taula damunt d'un fogonet perquè els comensals introdueixen els trossos de pa clavats a l'extrem d'una forquilla llarga. També s'anomena fondue savoiana.

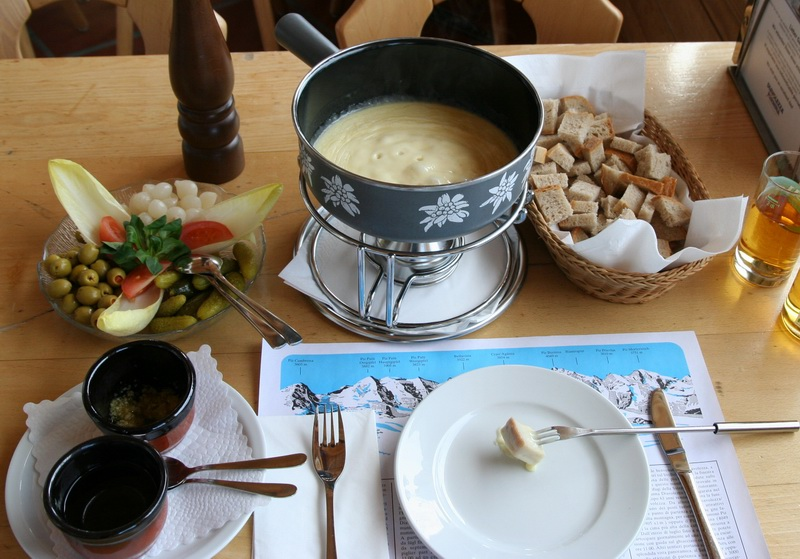
Una fondue de formatges preparada a Suïssa. A part dels trossos de pa per submergir al formatge desfet, també pot haver-hi kirsch, all cru, cogombres en conserva, cebes i olives.

Es tracta d'una preparació amb moltes calories, propi de climes freds, però que, sobretot, genera un ambient de camaraderia. Porta kirsch -licor de guindes- i es remou en forma de vuit perquè la fusió dels formatges no es talli.

### Fonduede carn
És necessari preparar amb compte els ingredients per a la fondue de carn i tenir-los llestos amb anticipació. Es calcula entre 200 i 250 grams de carn per persona, aproximadament, i se serveix un mínim de 4 a 6 classes de salses, que poden variar al gust modificant-les amb tocs personals.
La carn ha de ser molt fresca, preferiblement pit de pollastre o filet de vedella o porc. Cal que es talli de la mida d'una mossegada, no més petita, perquè no es ressequi.
Hi ha dues maneres de servir-la. La primera és mantenir-la seca i sense salar per evitar esquitxades al fregir-la, amb el que no pren cap mena de sabor. Cal cobrir-la amb un paper d'alumini, conservar-la a la nevera i retirar-la una hora abans de cuinar-la, perquè agafi la temperatura ambient.
La segona és preparar la carn prèviament adobant-la amb una mescla d'aigua, sal, pebre vermell, all i vinagre. La carn es deixa macerar com a mínim 6 hores abans de servir-la. D'aquesta manera triga menys en coure's a la fondue i assoleix un sabor una mica més fort.
Per portar la fondue a la taula, cal omplir amb oli la tercera part de la cassola. Es pot escalfar prèviament sobre el foc de la cuina i portar-la després a l'escalfador. Per provar la temperatura, es deixa caure sobre l'oli un tros de pa. Quan l'oli ja està prou calent, cal graduar l'escalfor, perquè la cocció de la carn resulti correcta i l'oli no es refredi.
Perquè l'oli i la carn no es cremin durant l'àpat és recomanable tirar un parell d'alls sencers dins l'oli. Per aromatitzar el menjar, també s'hi poden posar herbes fresques com timó, romaní o orenga.
Al submergir la carn, s'ha de formar instantàniament una crosta que no deixi escapar el suc del seu interior.

### Fonduede xocolata
Als Estats Units, a principis dels anys 60, es va estendre el concepte de fondue a la rebosteria amb l'ús de xocolata dins del recipient de fondue.
Als anys 90 es va popularitzar una versió més espectacular, la font de xocolata. Mitjançant un senzill mecanisme amb un escalfador a la base de la font i en cascades contínues sobre diferents bases fa fluir la xocolata d'una manera impactant i molt atractiva. A la fondue s'hi poden banyar fruites, merengues, galetes i altres aliments.
Per a preparar les bocades dolces s'utilitza canyella, gingebre en pols o inclús pebre.

### Fonduexinesa

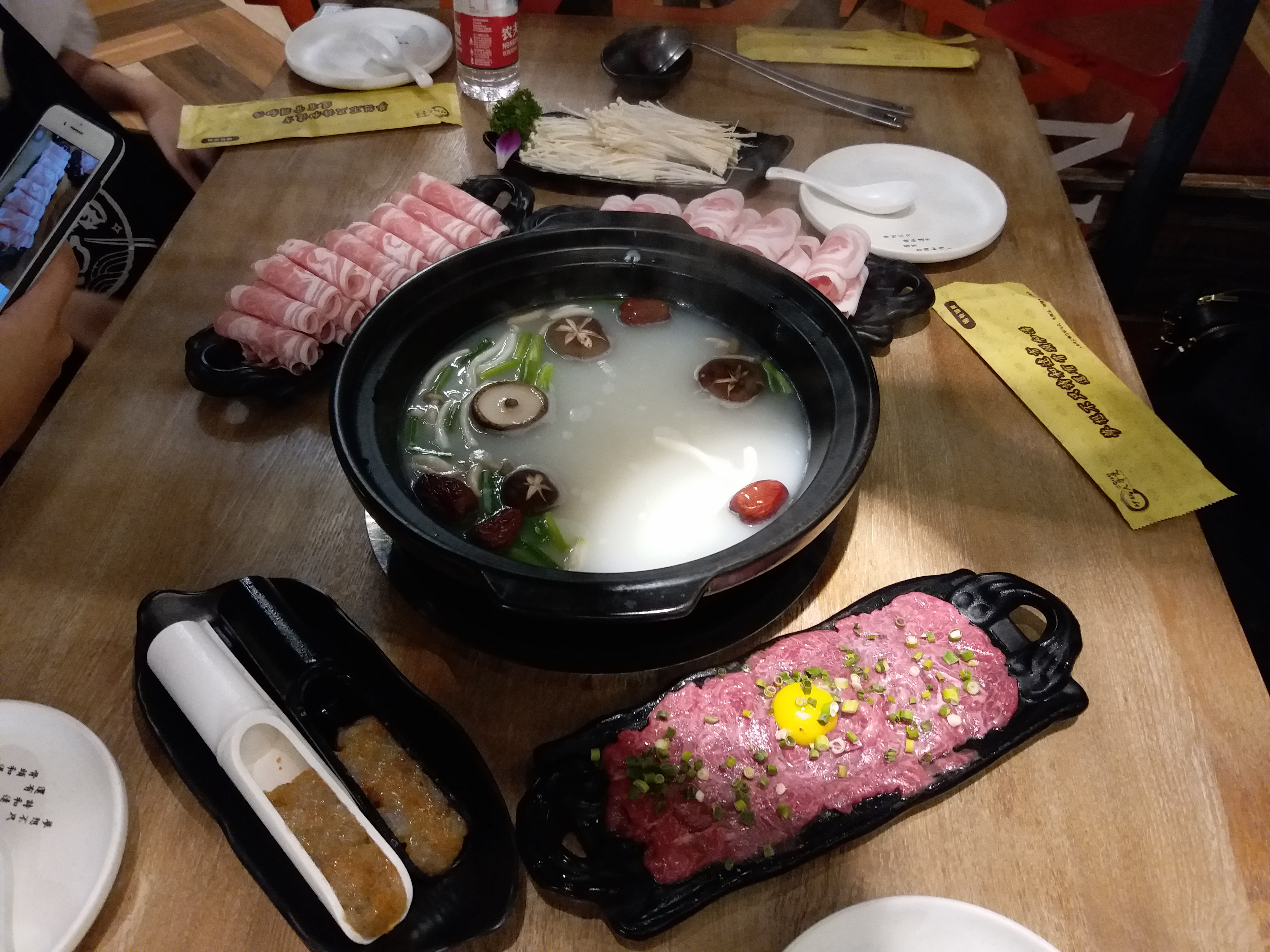
Fondue xinesa

En xinès s'anomena huoguo, i és més conegut pel seu nom en anglès Hot pot.
A la cuina xinesa es prepara aquest plat, presentant un brou calent en una olla al centre de la taula sobre un fogonet, envoltat de plats i fonts plens de diferents tipus de verdures com la col i la pastanaga, carns, peixos, marisc, bolets, etc. tallats menuts i crus.
Els participants de l'àpat utilitzen diferents estris, cullerots i palets, per coure dins del brou l'aliment, i que un cop cuit, al plat individual acompanyen amb diferents salses, com la de pebre de Sichuan o la de cacauet.

## Etiqueta
S'ha d'evitar tocar la forquilla llarga amb la llengua o els llavis. Quan es participa en una fondue de carn s'ha d'utilitzar la forquilla de dinar per treure la carn de la forquilla llarga de sucar. Tal com passa amb altres plats comunals, no es pot mossegar un tros de pa (en el cas de la fondue de formatge), carn (en el cas de la fondue de carn) o fruita (en el cas de la fondue de xocolata) i tornar-lo a sucar (en anglès s'anomena regla de "no double-dipping").

## Curiositats
- En el còmic d'Astèrix a Helvècia apareix una fondue de formatge amb algunes regles curioses.
- Mentre es menja una fondue es pot jugar a penyora o càstig: quan a un dels comensals li cau un tros de pa (fondue de formatge), de carn (fondue de carn) o fruita (fondue de xocolata) ha de pagar una penyora o sotmetre's al judici dels altres comensals, per a qui haurà de realitzar un "acte de càstig". Tradicionalment, si a un home li cau un tros de pa al formatge ha de pagar una botella de vi, i si li passa a una dona ha de fer un petó a l'home que està a la seva esquerra.[28][29]
- Existeix un instrument curiós per a recollir els trossos que han caigut dins de l'olla. És un petit colador que acompanya, en algunes ocasions, el joc de pinxos.